# Henning Franz Hampe
Henning Franz Hampe (* 13. Juli 1670 in Hakenstedt; † 18. Juni 1722) war Mitglied des Rats der Stadt Haldensleben und Kämmerer.
Hampe wurde als Sohn des damaligen Pachtinhabers des Klostergutes, Amtmann Gebhard Johann Hampe  und seiner Ehefrau Catharina Elisabeth Hampe, geboren. Ihm kam in der Haldensleber Stadtgeschichte des beginnenden 18. Jahrhunderts eine wichtige Rolle zu, als ihn der Churfürstliche Hof am 25. Januar 1700 „zu einem Mitglied des Rates und zu einem beständigen Kämmerer“ berief.
Zu dieser Zeit musste sich auch Haldensleben mit der Zuwanderung von Hugenotten auseinandersetzen, die der preußische König Friedrich Wilhelm schon 1685 veranlasste. 1699 nahm Haldensleben die ersten 50 Hugenottenfamilien auf, für die Unterkünfte besorgt, und die Integration in bestehenden Strukturen organisiert werden mussten. Zur Bewältigung der vor dem damaligen Rat liegenden komplexen Aufgaben ist Henning Franz Hampe dorthin delegiert worden. 
Zur Stärkung seiner Amtskompetenz bekam Henning Franz Hampe zudem im Mai 1701 vom Landesherren den Titel als dritter außerordentlichen Bürgermeister der Stadt Haldensleben zugesprochen. Im Jahre 1706 rückte er sogar an die erste Stelle des damaligen Ratskollegiums. Im gleichen Jahre erwählte man Franz Henning Hampe auch noch zum Schultheiß und Stadtrichter. Er war nun Bürgermeister, Kämmerer und Richter in einer Person. Sein organisatorisches Talent, sein Durchsetzungsvermögen und seine fachliche Kompetenz wirkten sich u. a. auf wichtige bauliche Aufgaben, sowie strukturelle städtebauliche und organisatorische Veränderungen aus, die bis heute von seiner Weitsichtigkeit Zeugnis ablegen. Als Grundeigentümer mit erheblichen Besitzungen setzte er sich im Jahre 1721 für die Vermessung des Stadtgebietes ein. Nach seinem Ableben am 18. Juni 1722 fand er in einem Gewölbe der Jacobi-Kirche seine letzte Ruhe.